# En minut före noll
En minut före noll (engelska: One Minute to Zero) är en amerikansk långfilm från 1952 i regi av Tay Garnett, med Robert Mitchum, Ann Blyth, William Talman och Charles McGraw i rollerna.

## Handling
Det är dagarna innan Nordkoreas invasion av Sydkorea. De erfarna soldaterna överste Steve Janowski (Robert Mitchum) och sergeant Baker (Charles McGraw) undervisar koreanska trupper. Linda Day (Ann Blyth) arbetar för FN med att koordinera mottagandet av flyktingar. Janowski varnar Day och hennes kollegor att lämna området då strider kan utbryta när som helst. Day hävdar dock att nordkoreanerna aldrig kommer anfalla då världsopinionen kommer vändas mot dem. Janowski undrar om hon tror att världsopinionen skulle stoppat Hitler.
Snart därefter väcks Janowski och överste Joe Parker (William Talman) av nordkoreanernas anfall. Janowski leder en armé-enhet som hjälper till att evakuera amerikaner och flyktingar. Medan han gör sitt jobb träffar han då och då på Day och blir förälskad. Det visar sig att hon inte vill bli förälskad i en soldat, då hennes tidigare make dog i strid.
Janowski möter en kritisk situation där en flyktinggrupp blivit infiltrerad av nordkoreanska gerillasoldater. Han har inget val än att kalla in artillerield mot gruppen. Day blir först arg på honom men när hon förstår varför han gjorde som han gjorde förlåter hon honom.

## Rollista
| Robert Mitchum    | – Col. Steve Janowski  |
| Ann Blyth         | – Mrs. Linda Day       |
| William Talman    | – Col. John Parker     |
| Charles McGraw    | – Sfc. Baker           |
| Margaret Sheridan | – Mary Parker          |
| Richard Egan      | – Capt. Ralston        |
| Eduard Franz      | – Dr. Gustav Engstrand |
| Robert Osterloh   | – Maj. Davis           |
| Robert Gist       | – Maj. Carter          |

## Produktion
Claudette Colbert var tvungen att i sista minuten hoppa av filmen på grund av lunginflammation. Producenten Edmund Grainger ville ersätta henne med Joan Crawford, men rollen skrevs istället om och Colbert ersattes av den 25 år yngre Ann Blyth.
Under inspelningen gick delar av arbetarna på filmen ut för att dricka. Charles McGraw hamnade i verbalt bråk med en soldat på baren och när Robert Mitchum försökte lugna ner situationen urartade det hela till ett vilt slagsmål. Producenten Howard Hughes var tvungen att lugna ner situationen med den amerikanska armén så att man åter fick tillåtelse att filma.

## Mottagande
Kritikern på New York Times ansåg att filmen var på det stora hela en syntetisk historia, ihopsatt för att spela på publikens känslor med de vanliga klichéerna:
| ” | Plainly, "One Minute to Zero" is a ripely synthetic affair, arranged to arouse emotions with the most easy and obvious clichés. | „ |